# Eliminatórias do Campeonato Africano das Nações de 2012
Este artigo mostra em detalhe as eliminatórias para as edições de 2012. Quarenta e seis (46) nações africanas, incluindo os anfitriões Gabão e Guiné Equatorial, entram na qualificação. O Gabão e a Guiné Equatorial são as nações anfitriãs, e por isso já estão automaticamente qualificadas. As restantes 44 nações foram sorteadas em 11 grupos, cada um com 4 equipas. O Togo foi mais tarde adicionado ao Grupo K, quando foi readmitido às competições.
Foram qualificadas as equipes classificadas em primeiro lugar de cada grupo, bem como o segundo classificado do Grupo K (que contém 5 equipes) e ainda os dois melhores segundos classificados dos grupos de 4 equipes (todos os restantes).

## Equipes qualificadas

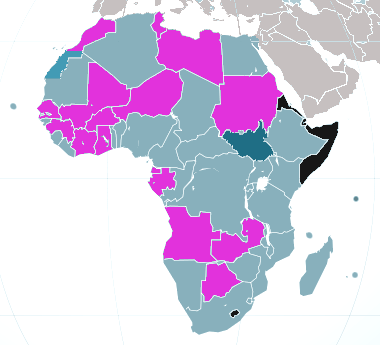

| País             | Qualificado como           | Qualificado em         | Participações anteriores                                                                                         |
| ---------------- | -------------------------- | ---------------------- | --- |
| Gabão            | Anfitrião                  | 29 de Julho de 2007    | 4 (1994, 1996, 2000, 2010)                                                                                       |
| Guiné Equatorial | Anfitrião                  | 25 de Julho de 2007    | 0 (Estreante) |
| Botsuana         | Vencedor do Grupo K        | 26 de Março de 2011    | 0 (Estreante) |
| Costa do Marfim  | Vencedor do Grupo H        | 05 de Junho de 2011    | 18 (1965, 1968, 1970, 1974, 1980, 1984, 1986, 1988, 1990, 19921, 1994, 1996, 1998, 2000, 2002, 2006, 2008, 2010) |
| Burkina Faso     | Vencedor do Grupo F        | 03 de Setembro de 2011 | 7 (1978, 1996, 1998, 2000, 2002, 2004, 2010)                                                                     |
| Senegal          | Vencedor do Grupo E        | 03 de Setembro de 2011 | 11 (1965, 1968, 1986, 1990, 1992, 1994, 2000, 2002, 2004, 2006, 2008)                                            |
| Gana             | Vencedor do Grupo I        | 08 de Outubro de 2011  | 17 (19631, 19651, 1968, 1970, 19781, 1980, 19821, 1984, 1992, 1994, 1996, 1998, 2000, 2002, 2006, 2008, 2010)    |
| Guiné            | Vencedor do Grupo B        | 08 de Outubro de 2011  | 10 (1970, 1974, 1976, 1980, 1984, 1994, 1998, 2004, 2006, 2008)                                                  |
| Zâmbia           | Vencedor do Grupo C        | 08 de Outubro de 2011  | 14 (1974, 1978, 1982, 1986, 1990, 1992, 1994, 1996, 1998, 2000, 2002, 2006, 2008, 2010)                          |
| Líbia            | Melhor segundo colocado    | 08 de Outubro de 2011  | 2 (1982, 2006)                                                                                                   |
| Angola           | Vencedor do Grupo J        | 08 de Outubro de 2011  | 5 (1996, 1998, 2006, 2008, 2010)                                                                                 |
| Tunísia          | 2º colocado do Grupo K     | 08 de Outubro de 2011  | 14 (1962, 1965, 1978, 1982, 1994, 1996, 1998, 2000, 2002, 20041, 2006, 2008, 2010)                               |
| Mali             | Vencedor do Grupo A        | 08 de Outubro de 2011  | 6 (1972, 1994, 2002, 2004, 2008, 2010)                                                                           |
| Níger            | Vencedor do Grupo G        | 08 de Outubro de 2011  | 0 (Estreante) |
| Marrocos         | Vencedor do Grupo D        | 09 de Outubro de 2011  | 13 (1972, 19761, 1978, 1980, 1986, 1988, 1992, 1998, 2000, 2002, 2004, 2006, 2008)                               |
| Sudão            | 2º Melhor segundo colocado | 09 de Outubro de 2011  | 7 (1957, 1959, 1963, 19701, 1972, 1976, 2008)                                                                    |

1 Negrito indica o campeão no ano.

## Sorteio
A CAF conduziu o sorteio da fase de qualificação para a Taça das Nações Africanas de 2012 a 20 de Fevereiro de 2010. O sorteio teve lugar em Lubumbashi, RD Congo, onde a Super Taça da CAF foi realizada a 21 de Fevereiro de 2010. As 11 equipas do pote 1 foram seleccionadas com base no seu ranking  depois da 27ª edição da Taça das Nações Africanas em Angola. O resto foi classificado com base no último ranking FIFA à data.
| Pote 1 | Pote 2 | Pote 3 | Pote 4 |
| --- | --- | --- | --- |
| - Egito - Gana - Nigéria - Argélia - Camarões - Angola - Zâmbia - Costa do Marfim - Burkina Fasso - Mali - Tunísia | - Marrocos - Benin - Uganda - África do Sul - Malaui - Moçambique - Guiné - Senegal - Gâmbia - Cabo Verde - Congo | - Ruanda - Tanzânia - Sudão - Namíbia - RD do Congo - Quênia - Líbia - Zimbábue - Botsuana - Etiópia - Serra Leoa | - Suazilândia - Chade - Burundi - Madagáscar - Libéria - Niger - Comores - Ilhas Maurício - Mauritânia - República Centro-Africana - Guiné-Bissau |

## Interdição da Equipa do Togo
O Togo foi banido das Taças das Nações Africanas de 2012 e do 2013 pela CAF, depois de desistirem do taça de 2010 depois de um ataque fatal ao autocarro da equipa. O Togo apelou ao Tribunal Arbitral do Desporto, com o presidente da FIFA Sepp Blatter a mediar. A interdição foi posteriormente retirada com efeito imediato a 14 de Maio de 2010, depois de uma reunião do Comité Executivo da CAF. Assim o Togo está livre de jogar nas Taças das Nações Africanas de 2012 e 2013.

## Grupos
| Legenda                                                                                        |
| ---------------------------------------------------------------------------------------------- |
| Vencedores dos grupos, Vice campeão do grupo K, e os dois vice-campeões mais bem qualificados. |
| Eliminados da qualificação                                                                     |

### Grupo A
| Equipe     | J | V | E | D | GM | GS | SG | Pts |
| ---------- | - | - | - | - | -- | -- | -- | --- |
| Mali       | 6 | 3 | 1 | 2 | 9  | 5  | +4 | 10  |
| Cabo Verde | 6 | 3 | 1 | 2 | 7  | 7  | 0  | 10  |
| Zimbabwe   | 6 | 2 | 2 | 2 | 7  | 5  | +2 | 8   |
| Libéria    | 6 | 1 | 2 | 3 | 7  | 12 | −5 | 5   |

- Desempate pelo critério de confronto direto entre as equipes em questão:

| Equipe     | J | V | E | D | GM | GS | SG | Pts |
| ---------- | - | - | - | - | -- | -- | -- | --- |
| Mali       | 2 | 1 | 0 | 1 | 3  | 1  | +2 | 3   |
| Cabo Verde | 2 | 1 | 0 | 1 | 1  | 3  | −2 | 3   |

| 4 de setembro de 2010 | Cabo Verde | 1 – 0     | Mali | Estádio da Várzea, Praia     |
| 16:00 UTC−1           | Varela 44' | Relatório |      | Árbitro: ALG Mohamed Benouza |

| 5 de setembro de 2010 | Libéria       | 1 – 1     | Zimbabwe   | National Complex, Paynesville |
| 16:00 UTC+0           | S. Oliseh 75' | Relatório | Musona 30' | Árbitro: BEN Coffi Codjia     |

| 9 de outubro de 2010 | Mali                              | 2 – 1     | Libéria   | Stade 26 mars, Bamako      |
| 19:00 UTC+0          | A. Traore 2' · Teekloh 52' (g.c.) | Relatório | Lewis 43' | Árbitro: TOG Kokou Djaoupe |

| 10 de outubro de 2010 | Zimbabwe | 0 – 0     | Cabo Verde | Rufaro Stadium, Harare           |
| 15:00 UTC+2           |          | Relatório |            | Árbitro: GAB Gil Sebastian Ndume |

| 26 de março de 2011 | Cabo Verde                                               | 4 – 2     | Libéria              | Estádio da Várzea, Praia         |
| 16:00 UTC−1         | Héldon Ramos 14', 45+1' · Babanco 25' · Odaïr Fortes 53' | Relatório | Wleh 39' · Keita 84' | Árbitro: MRT Lemghaifry Ould Ali |

| 26 de março de 2011 | Mali           | 1 – 0     | Zimbabwe | Stade 26 mars, Bamako            |
| 19:00 UTC+0         | C. Diabaté 22' | Relatório |          | Árbitro: GAM Bakary Papa Gassama |

| 5 de junho de 2011 | Zimbabwe        | 2 – 1     | Mali          | Rufaro Stadium, Harare |
| 15:00 UTC+2        | Musona 45', 90' | Relatório | D. Traoré 49' |                        |

| 5 de junho de 2011 | Libéria | 1 – 0     | Cabo Verde | National Complex, Paynesville |
| 16:00 UTC+0        | Doe 44' | Relatório |            |                               |

| 3 de setembro de 2011 | Mali                             | 3 – 0     | Cabo Verde | Stade 26 mars, Bamako      |
| 19:00 UTC+0           | Diabaté 27', 29' · M. Traoré 51' | Relatório |            | Árbitro: SEN Badara Diatta |

| 3 de setembro de 2011 | Zimbabwe                                | 3 – 0     | Libéria | Rufaro Stadium, Harare       |
| 15:00 UTC+2           | Katsande 16' · Karuru 45' · Billiat 85' | Relatório |         | Árbitro: ALG Mohamed Benouza |

| 8 de outubro de 2011 | Libéria                | 2 – 2     | Mali                    | National Complex, Paynesville |
| 15:00 UTC+0          | Williams 2' · Wleh 90' | Relatório | Diabaté 16' · Kanté 87' |                               |

| 8 de outubro de 2011 | Cabo Verde              | 2 – 1     | Zimbabwe         | Estádio da Várzea, Praia |
| 14:00 UTC−1          | Valdo 3' · da Graça 13' | Relatório | Musona 68' (pên) |                          |

### Grupo B
| Equipe     | J | V | E | D | GM | GS | SG  | Pts |
| ---------- | - | - | - | - | -- | -- | --- | --- |
| Guiné      | 6 | 4 | 2 | 0 | 13 | 5  | +8  | 14  |
| Nigéria    | 6 | 3 | 2 | 1 | 12 | 5  | +7  | 12  |
| Etiópia    | 6 | 2 | 1 | 3 | 8  | 13 | −5  | 7   |
| Madagáscar | 6 | 0 | 1 | 5 | 4  | 14 | −10 | 1   |

| 5 de setembro de 2010 | Etiópia   | 1 – 4     | Guiné                                                   | Addis Ababa Stadium, Addis Ababa |
| 15:00 UTC+3           | Ukuri 29' | Relatório | Yattara 37' · Kalabane 45' · K. Cissé 60' · Zayatte 75' | Árbitro: ZIM Tabani Mnkantjo     |

| 5 de setembro de 2010 | Nigéria                     | 2 – 0     | Madagascar | U.J. Esuene Stadium, Calabar |
| 16:00 UTC+1           | Martins 19' · Eneramo 45+1' | Relatório |            | Árbitro: TUN Slim Jedidi     |

| 10 de outubro de 2010 | Madagascar | 0 – 1     | Etiópia     | Mahamasina Stadium, Antananarivo |
| 14:30 UTC+3           |            | Relatório | Lemessa 62' | Árbitro: MWI Kalyoto Ngosi       |

| 10 de outubro de 2010 | Guiné       | 1 – 0     | Nigéria | Stade 28 Septembre, Conakry     |
| 16:30 UTC+0           | Constant 8' | Relatório |         | Árbitro: MAR Bouchaib El Ahrach |

| 27 de março de 2011 | Madagascar        | 1 – 1     | Guiné   | Mahamasina Stadium, Antananarivo |
| 14:30 UTC+3         | Rajoarimanana 17' | Relatório | Bah 80' | Árbitro: ZAM Wilson Mpanisi      |

| 27 de março de 2011 | Nigéria                           | 4 – 0     | Etiópia | Abuja Stadium, Abuja     |
| 19:00 UTC+1         | Utaka 1', 53' · Ike Uche 78', 90' | Relatório |         | Árbitro: TUN Slim Jedidi |

| 5 de junho de 2011 | Etiópia       | 2 – 2     | Nigéria                | Addis Ababa Stadium, Addis Ababa |
| 16:00 UTC+3        | Said 45', 50' | Relatório | K. Uche 27' · Yobo 86' |                                  |

| 5 de junho de 2011 | Guiné                                                         | 4 – 1     | Madagascar | Stade 28 Septembre, Conakry |
| 16:30 UTC+0        | Kalabane 6' · Ismaël Bangoura 17' · I. Diallo 60' · Baldé 62' | Relatório | Faed 24'   |                             |

| 4 de setembro de 2011 | Madagascar | 0 – 2     | Nigéria               | Mahamasina Stadium, Antananarivo |
| 14:30 UTC+3           |            | Relatório | Yobo 68' · Obinna 75' |                                  |

| 4 de setembro de 2011 | Guiné     | 1 – 0     | Etiópia | Stade 28 Septembre, Conakry |
| 16:30 UTC+0           | Baldé 32' | Relatório |         |                             |

| 8 de outubro de 2011 | Etiópia                                          | 4 – 2     | Madagascar                            | Addis Ababa Stadium, Addis Abeba |
| 16:00 UTC+3          | Oukri 31' · Girma 56' · Lemessa 59' · Bekele 73' | Relatório | Razafimandimby 3' · Nomenjanahary 57' |                                  |

| 8 de outubro de 2011 | Nigéria                  | 2 – 2     | Guiné                            | Abuja Stadium, Abuja |
| 14:00 UTC+1          | Obinna 73' · I. Uche 84' | Relatório | Ismaël Bangoura 63' · Traoré 90' |                      |

### Grupo C
| Equipe     | J | V | E | D | GM | GS | SG  | Pts |
| ---------- | - | - | - | - | -- | -- | --- | --- |
| Zâmbia     | 6 | 4 | 1 | 1 | 11 | 2  | +9  | 13  |
| Líbia      | 6 | 3 | 3 | 0 | 6  | 1  | +5  | 12  |
| Moçambique | 6 | 2 | 1 | 3 | 4  | 6  | −2  | 7   |
| Comores    | 6 | 0 | 1 | 5 | 2  | 14 | −12 | 1   |

| 5 de setembro de 2010 | Moçambique | 0 – 0     | Líbia | Estadio da Machava, Maputo      |
| 15:00 UTC+2           |            | Relatório |       | Árbitro: GUI Aboubacar Bangoura |

| 5 de setembro de 20101 | Zâmbia                                            | 4 – 0     | Comores | Konkola Stadium, Chililabombwe   |
| 15:00 UTC+2            | Kalaba 6' · Tembo 22' · Chamanga 29' · Mayuka 83' | Relatório |         | Árbitro: ERI Amanuel Eyob Russom |

| 9 de outubro de 2010 | Comores | 0 – 1     | Moçambique    | Stade Said Mohamed Cheikh, Mitsamiouli |
| 15:00 UTC+3          |         | Relatório | Josimar 90+1' | Árbitro: TAN Ramadhan Ibada            |

| 10 de outubro de 2010 | Líbia     | 1 – 0     | Zâmbia | June 11 Stadium, Tripoli    |
| 20:00 UTC+2           | Sa'ad 36' | Relatório |        | Árbitro: GAM Bakary Gassama |

| 27 de março de 2011 | Moçambique | 0 – 2     | Zâmbia                    | Estadio da Machava, Maputo |
| 15:00 UTC+2         |            | Relatório | Chamanga 18' · Mayuka 90' |                            |

| 28 de março de 2011 | Líbia                                         | 3 – 0     | Comores | Stade 26 mars, Bamako (Mali)2 |
| 18:00 UTC+0         | Elkhatroushi 20' · Abdelkader 68' · Bindi 81' | Relatório |         | Árbitro: SEN Badara Diatta    |

| 4 de junho de 2011 | Zâmbia                            | 3 – 0     | Moçambique | Nkoloma Stadium, Lusaka |
| 15:00 UTC+2        | C. Katongo 47', 67' · Mbesuma 68' | Relatório |            |                         |

| 5 de junho de 2011 | Comores       | 1 – 1     | Líbia        | Stade Said Mohamed Cheikh, Mitsamiouli |
| 15:00 UTC+3        | Mzé Mbaba 83' | Relatório | Boussefi 43' |                                        |

| 3 de setembro de 2011 | Líbia      | 1 – 0     | Moçambique | Petro Sport Stadium, Cairo, (Egito)2 |
| 18:00 UTC+2           | Allafi 31' | Relatório |            |                                      |

| 4 de setembro de 2011 | Comores       | 1 – 2     | Zâmbia                      | Stade Said Mohamed Cheikh, Mitsamiouli |
| 15:00 UTC+3           | Mchangama 32' | Relatório | C. Katongo 23' · Mayuka 87' |                                        |

| 8 de outubro de 2011 | Zâmbia | 0 – 0     | Líbia | Nchanga Stadium, Chingola |
| 15:00 UTC+2          |        | Relatório |       |                           |

| 8 de outubro de 2011 | Moçambique                                   | 3 – 0     | Comores | Estadio da Machava, Maputo |
| 15:00 UTC+2          | Maninho 6' · Dário 18' (pên) · Domingues 40' | Relatório |         |                            |

Notas
- Nota 1: Remarcado para 4 de setembro de 2010, devido ao atraso na chegada dos árbitros.[7]
- Nota 2: Jogo marcado para Tripoli, Libya mas transferido para campo neutro devido a Guerra civil na Líbia.[8]

### Grupo D
| Equipe                    | J | V | E | D | GM | GS | SG | Pts |
| ------------------------- | - | - | - | - | -- | -- | -- | --- |
| Marrocos                  | 6 | 3 | 2 | 1 | 8  | 2  | +6 | 11  |
| República Centro-Africana | 6 | 2 | 2 | 2 | 5  | 5  | 0  | 8   |
| Argélia                   | 6 | 2 | 2 | 2 | 5  | 8  | –3 | 8   |
| Tanzânia                  | 6 | 1 | 2 | 3 | 6  | 9  | –3 | 5   |

- No critério de desempate por confronto direto, Rep. Centro-Africana e Argélia empataram em todos os critérios e o desempate se deu pelo saldo de gols geral:

| Equipe                    | J | V | E | D | GM | GS | SG | GF | Pts |
| ------------------------- | - | - | - | - | -- | -- | -- | -- | --- |
| República Centro-Africana | 2 | 1 | 0 | 1 | 2  | 2  | 0  | 0  | 3   |
| Argélia                   | 2 | 1 | 0 | 1 | 2  | 2  | 0  | 0  | 3   |

| 3 de setembro de 2010 | Argélia       | 1 – 1     | Tanzânia   | Stade Mustapha Tchaker, Blida |
| 22:00 UTC+1           | Guedioura 45' | Relatório | Tegete 33' | Árbitro: TOG Kokou Djaoupé    |

| 4 de setembro de 2010 | Marrocos | 0 – 0     | República Centro-Africana | Stade Moulay Abdellah, Rabat |
| 21:00 UTC+0           |          | Relatório |                           | Árbitro: MLI Koman Coulibaly |

| 9 de outubro de 2010 | Tanzânia | 0 – 1     | Marrocos        | Benjamin Mkapa National Stadium, Dar-es-Salaam |
| 16:00 UTC+3          |          | Relatório | El Hamdaoui 43' | Árbitro: MAU Rajindraparsad Seechurn           |

| 10 de outubro de 2010 | Rep. Centro-Africana         | 2 – 0     | Argélia | Barthelemy Boganda Stadium, Bangui      |
| 15:00 UTC+1           | Dopékoulouyen 81' · Momi 86' | Relatório |         | Árbitro: ANG Helder Martins de Carvalho |

| 26 de março de 2011 | Tanzânia               | 2 – 1     | República Centro-Africana | Benjamin Mkapa National Stadium, Dar-es-Salaam |
| 16:00 UTC+3         | Nditi 70' · Shamte 90' | Relatório | Mabidé 2'                 |                                                |

| 27 de março de 2011 | Argélia        | 1 – 0     | Marrocos | Stade 19 Mai 1956, Annaba            |
| 20:30 UTC+1         | Yebda 5' (pên) | Relatório |          | Árbitro: MAU Rajindraparsad Seechurn |

| 4 de junho de 2011 | Marrocos                                            | 4 – 0     | Argélia | Stade de Marrakech, Marrakech |
| 21:00 UTC+1        | Benatia 25' · Chamakh 38' · Hadji 60' · Assaidi 68' | Relatório |         | Árbitro: CIV Noumandiez Doué  |

| 5 de junho de 2011 | Rep. Centro-Africana         | 2 – 1     | Tanzânia   | Barthelemy Boganda Stadium, Bangui |
| 15:00 UTC+1        | Momi 45' · Dopékoulouyen 89' | Relatório | Samata 86' |                                    |

| 3 de setembro de 2011 | Tanzânia   | 1 – 1     | Argélia     | Benjamin Mkapa National Stadium, Dar-es-Salaam |
| 16:00 UTC+3           | Samata 22' | Relatório | Bouazza 52' | Árbitro: TOG Kokou Djaoupé                     |

| 4 de setembro de 2011 | Rep. Centro-Africana | 0 – 0     | Marrocos | Barthelemy Boganda Stadium, Bangui |
| 15:00 UTC+1           |                      | Relatório |          |                                    |

| 9 de outubro de 2011 | Marrocos                                  | 3 – 1     | Tanzânia   | Stade Moulay Abdellah, Rabat |
| 19:30 UTC+0          | Chamakh 20' · Taarabt 69' · Boussoufa 90' | Relatório | Sadala 40' |                              |

| 9 de outubro de 2011 | Argélia              | 2 – 0     | República Centro-Africana | Stade 5 Juillet 1962, Argel |
| 20:30 UTC+1          | Yebda 1' · Kadir 28' | Relatório |                           |                             |

### Grupo E
| Equipe                         | J | V | E | D | GM | GS | SG  | Pts |
| ------------------------------ | - | - | - | - | -- | -- | --- | --- |
| Senegal                        | 6 | 5 | 1 | 0 | 16 | 2  | +14 | 16  |
| Camarões                       | 6 | 3 | 2 | 1 | 13 | 5  | +8  | 11  |
| República Democrática do Congo | 6 | 2 | 1 | 3 | 10 | 11 | −1  | 7   |
| Ilhas Maurícias                | 6 | 0 | 0 | 6 | 2  | 23 | −21 | 0   |

| 4 de setembro de 2010 | Maurícia      | 1 – 3     | Camarões                                 | Stade Anjalay, Belle Vue |
| 15:45 UTC+4           | Bru 45' (pên) | Relatório | Eto'o 36', 47' · Choupo-Moting 60' (pen) |                          |

| 5 de setembro de 2010 | RD Congo         | 2 – 4     | Senegal                            | Stade Frederic Kibassa Maliba, Lubumbashi |
| 15:00 UTC+1           | Kabangu 45', 83' | Relatório | Sow 5' · Niang 12', 19', 68' (pên) |                                           |

| 9 de outubro de 2010 | Camarões             | 1 – 1     | RD Congo   | Stade Roumdé Adjia, Garoua |
| 15:30 UTC+1          | Nkulukutu 55' (g.c.) | Relatório | Ilunga 37' |                            |

| 9 de outubro de 2010 | Senegal                                                                   | 7 – 0     | Maurícia | Stade Leopold Senghor, Dakar |
| 18:30 UTC+0          | Papiss Cissé 8', 38', 76' · Niang 22', 62' · Sow 45' · Estazie 90' (g.c.) | Relatório |          |                              |

| 26 de março de 2011 | Senegal        | 1 – 0     | Camarões | Stade Leopold Senghor, Dakar |
| 18:00 UTC+0         | Demba Ba 90+1' | Relatório |          |                              |

| 27 de março de 2011 | RD Congo                                           | 3 – 0     | Maurícia | Stade des Martyrs, Kinshasa |
| 15:30 UTC+1         | LuaLua 28' (pên) · Matumona 48' · Ilunga 61' (pên) | Relatório |          |                             |

| 4 de junho de 2011 | Camarões | 0 – 0     | Senegal | Stade Ahmadou Ahidjo, Yaounde |
| 15:30 UTC+1        |          | Relatório |         |                               |

| 5 de junho de 2011 | Maurícia      | 1 – 2     | RD Congo                   | Stade Anjalay, Belle Vue |
| 15:00 UTC+4        | Bru 10' (pen) | Relatório | 16' Ilunga · 45+1' Kabangu |                          |

| 3 de setembro de 2011 | Senegal      | 2 – 0     | RD Congo | Stade Leopold Senghor, Dakar |
| 19:00 UTC+0           | Sow 34', 50' | Relatório |          |                              |

| 3 de setembro de 2011 | Camarões                                                                     | 5 – 0     | Maurícia | Stade Ahmadou Ahidjo, Yaounde |
| 15:00 UTC+1           | Kweuke 54' · Mbuta 65' · Eto'o 70' (pên) · N'Guémo 85' · Choupo-Moting 90+3' | Relatório |          |                               |

| 7 de outubro de 2011 | RD Congo                   | 2 – 3     | Camarões                                  | Stade des Martyrs, Kinshasa |
| 15:30 UTC+1          | Kaluyituka 11' · Kanda 40' | Relatório | Eto'o 18' · Mbuta 75' · Choupo-Moting 79' |                             |

| 9 de outubro de 2011 | Maurícia | 0 – 2     | Senegal               | Stade Anjalay, Belle Vue |
| 17:00 UTC+4          |          | Relatório | N'Doye 9' · Cissé 25' |                          |

### Grupo F
| Equipe         | J | V | E | D | GM | GS | SG | Pts |
| -------------- | - | - | - | - | -- | -- | -- | --- |
| Burquina Fasso | 4 | 3 | 1 | 0 | 12 | 3  | +9 | 10  |
| Gâmbia         | 4 | 1 | 1 | 2 | 5  | 6  | –1 | 4   |
| Namíbia        | 4 | 1 | 0 | 3 | 3  | 11 | −8 | 3   |

- Mauritânia retirou-se da competição antes do início.[9]

| 4 de setembro de 2010 | Gâmbia                                      | 3 – 1     | Namíbia    | Independence Stadium, Bakau |
| 16:00 UTC+0           | Sainey Nyassi 10' · Ceesay 13' · Jallow 44' | Relatório | Risser 89' |                             |

| 9 de outubro de 2010 | Burquina Fasso                       | 3 – 1     | Gâmbia     | Stade du 4-Aout, Ouagadougou |
| 18:00 UTC+0          | Dagano 17' · Balima 57' · Kaboré 69' | Relatório | Ceesay 78' |                              |

| 26 de março de 2011 | Burquina Fasso                               | 4 – 0     | Namíbia | Stade du 4-Aout, Ouagadougou |
| 18:00 UTC+0         | A. Traoré 26', 47', 79' · Gariseb 73' (g.c.) | Relatório |         |                              |

| 4 de junho de 2011 | Namíbia     | 1 – 4     | Burquina Fasso                                              | Independence Stadium, Windhoek |
| 15:00 UTC+1        | Shipahu 85' | Relatório | A. R. Traoré 12' 80' (pen) · Bancé 57' (pên) · Pitroipa 90' |                                |

| 3 de setembro de 2011 | Namíbia     | 1 – 0     | Gâmbia | Independence Stadium, Windhoek |
| 15:00 UTC+1           | Shipahu 83' | Relatório |        |                                |

| 8 de outubro de 2011 | Gâmbia    | 1 – 1     | Burquina Fasso | Independence Stadium, Bakau |
| 16:30 UTC+0          | Danso 59' | Relatório | Bancé 90'      |                             |

Notas
Namíbia fez uma queixa formal que o Burkina Faso usou um jogador inelegível nos jogos de 26 de março e 4 de junho. Se o jogador, nascido em Yaoundé, Herve Xavier Zengue for considerado inelegível pela FIFA, Burkina Faso perderá os dois jogos. O técnico de Burkina Faso, Paulo Duarte, disse que o jogador é eligível pois é casado com uma mulher Burkinabé. A CAF abriu uma investigação sobre o caso.

### Grupo G
| Equipe        | J | V | E | D | GM | GS | SG | Pts |
| ------------- | - | - | - | - | -- | -- | -- | --- |
| Níger         | 6 | 3 | 0 | 3 | 6  | 8  | −2 | 9   |
| África do Sul | 6 | 2 | 3 | 1 | 4  | 2  | +2 | 9   |
| Serra Leoa    | 6 | 2 | 3 | 1 | 5  | 5  | 0  | 9   |
| Egito         | 6 | 1 | 2 | 3 | 5  | 5  | 0  | 5   |

- Desempate pelo critério de confronto direto entre as equipes em questão:

| Equipe        | J | V | E | D | GM | GS | SG | Pts |
| ------------- | - | - | - | - | -- | -- | -- | --- |
| Níger         | 4 | 2 | 0 | 2 | 5  | 5  | 0  | 6   |
| África do Sul | 4 | 1 | 2 | 1 | 3  | 2  | +1 | 5   |
| Serra Leoa    | 4 | 1 | 2 | 1 | 2  | 3  | −1 | 5   |

| 4 de setembro de 2010 | África do Sul             | 2 – 0     | Níger | Mbombela Stadium, Nelspruit |
| 20:30 UTC+2           | Mphela 12' · Parker 45+3' | Relatório |       |                             |

| 5 de setembro de 2010 | Egito        | 1 – 1     | Serra Leoa     | Cairo International Stadium, Cairo |
| 21:30 UTC+2           | Fathalla 61' | Relatório | M. Bangura 57' |                                    |

| 10 de outubro de 2010 | Níger      | 1 – 0     | Egito | Stade Général Seyni Kountché, Niamey |
| 15:30 UTC+1           | Maazou 34' | Relatório |       |                                      |

| 10 de outubro de 2010 | Serra Leoa | 0 – 0     | África do Sul | National Stadium, Freetown |
| 16:30 UTC+0           |            | Relatório |               |                            |

| 26 de março de 2011 | África do Sul | 1 – 0     | Egito | Ellis Park, Johannesburg |
| 20:05 UTC+2         | Mphela 90+3'  | Relatório |       |                          |

| 27 de março de 2011 | Níger                               | 3 – 1     | Serra Leoa      | Stade Général Seyni Kountché, Niamey |
| 16:00 UTC+1         | Dante 64' · Sidibe 79' · Daouda 89' | Relatório | Mo. Bangura 23' |                                      |

| 4 de junho de 2011 | Serra Leoa     | 1 – 0     | Níger | National Stadium, Freetown |
| 16:30 UTC+0        | T. Bangura 50' | Relatório |       |                            |

| 5 de junho de 2011 | Egito | 0 – 0     | África do Sul | Cairo Military Academy Stadium, Cairo |
| 20:30 UTC+2        |       | Relatório |               |                                       |

| 3 de setembro de 2011 | Serra Leoa                           | 2 – 1     | Egito | National Stadium, Freetown |
| 16:30 UTC+0           | Suma 14' · Mohamed Bangura 89' (pên) | Relatório |       |                            |

| 4 de setembro de 2011 | Níger                  | 2 – 1     | África do Sul | Stade Général Seyni Kountché, Niamey |
| 15:30 UTC+1           | Koffi 10' · Maazou 47' | Relatório | Jali 70'      |                                      |

| 8 de outubro de 2011 | Egito                       | 3 – 0     | Níger | Cairo International Stadium, Cairo |
| 17:00 UTC+2          | Mohsen 48', 71' · Salah 66' | Relatório |       |                                    |

| 8 de outubro de 2011 | África do Sul | 0 – 0     | Serra Leoa | Nelson Mandela Bay Stadium, Port Elizabeth |
| 17:00 UTC+2          |               | Relatório |            |                                            |

- África do Sul apresentou uma queixa contra a sua eliminação. Eles afirmam que o saldo de gols deve ser usado para decidir sobre o vencedor do grupo, pois é "o caminho tradicional de determinação de classificação".[13] A equipe Sul-Africana tinha acreditado que tinha se qualificado depois do apito final após seu empate em 0-0 com Serra Leoa.[14]

### Grupo H
| Equipe          | J | V | E | D | GM | GS | SG  | Pts |
| --------------- | - | - | - | - | -- | -- | --- | --- |
| Costa do Marfim | 6 | 6 | 0 | 0 | 19 | 4  | +15 | 18  |
| Ruanda          | 6 | 2 | 0 | 4 | 5  | 15 | −10 | 6   |
| Burundi         | 6 | 1 | 2 | 3 | 7  | 9  | −2  | 5   |
| Benim           | 6 | 1 | 2 | 3 | 8  | 11 | −3  | 5   |

- No critério de desempate por confronto direto, Burundi e Benin empataram em todos os critérios e o desempate se deu pelo saldo de gols geral:

| Equipe  | J | V | E | D | GM | GS | SG | GF | Pts |
| ------- | - | - | - | - | -- | -- | -- | -- | --- |
| Burundi | 2 | 0 | 2 | 0 | 2  | 2  | 0  | 1  | 2   |
| Benim   | 2 | 0 | 2 | 0 | 2  | 2  | 0  | 1  | 2   |

| 4 de setembro de 2010 | Costa do Marfim                        | 3 – 0     | Ruanda | Stade Felix Houphouet-Boigny, Abidjan |
| 16:00 UTC+0           | Yaya Touré 11' · Kalou 19' · Eboué 40' | Relatório |        |                                       |

| 5 de setembro de 2010 | Benim   | 1 – 1     | Burundi   | Stade de l'Amitie, Cotonou |
| 16:00 UTC+1           | Poté 2' | Relatório | Saleh 85' |                            |

| 9 de outubro de 2010 | Burundi | 0 – 1     | Costa do Marfim | Prince Louis Rwagasore Stadium, Bujumbura |
| 15:30 UTC+2          |         | Relatório | Romaric 33'     |                                           |

| 9 de outubro de 2010 | Ruanda | 0 – 3     | Benim                                         | Stade Amahoro, Kigali |
| 15:30 UTC+2          |        | Relatório | Tchomogo 50' · Omotoyossi 60' · Sessègnon 70' |                       |

| 26 de março de 2011 | Ruanda                                         | 3 – 1     | Burundi    | Stade Amahoro, Kigali |
| 15:00 UTC+2         | Iranzi 44' · Uzamukunda 70' (pen) · Gasana 90' | Relatório | Bahati 45' |                       |

| 27 de março de 2011 | Costa do Marfim | 2 – 1     | Benim        | Ohene Djan Stadium, Accra (Gana)3 |
| 17:30 UTC+0         | Drogba 45', 76' | Relatório | Tchomogo 14' |                                   |

| 5 de junho de 2011 | Burundi                                          | 3 – 1     | Ruanda     | Prince Louis Rwagasore Stadium, Bujumbura |
| 15:30 UTC+2        | Ndikumana 30' · Ntibazonkiza 52' · Kavumbagu 85' | Relatório | Labama 48' |                                           |

| 5 de junho de 2011 | Benim                    | 2 – 6     | Costa do Marfim                                               | Stade de l'Amitie, Cotonou |
| 14:30 UTC+1        | Sessègnon 56', 61' (pên) | Relatório | Ya Konan 13' · Drogba 22', 75' · Gervinho 31', 81' · Bony 90' |                            |

| 3 de setembro de 2011 | Ruanda | 0 - 5     | Costa do Marfim                                         | Stade Amahoro, Kigali |
| 15:30 UTC+2           |        | Relatório | Kalou 29' · Bony 36', 45' · Konan Ya 76' · Gervinho 81' |                       |

| 4 de setembro de 2011 | Burundi  | 1 - 1     | Benim       | Prince Louis Rwagasore Stadium, Bujumbura |
| 15:30 UTC+2           | Papy 90' | Relatório | Akpagba 55' |                                           |

| 9 de outubro de 2011 | Benim | 0 - 1     | Ruanda    | Stade de l'Amitie, Cotonou |
| 15:00 UTC+1          |       | Relatório | Kagere 6' |                            |

| 9 de outubro de 2011 | Costa do Marfim             | 2 - 1     | Burundi         | Stade Felix Houphouet-Boigny, Abidjan |
| 14:00 UTC+0          | K. Touré 77' · Y. Touré 90' | Relatório | Ndabashinze 85' |                                       |

Notas
- Nota 3: Jogo marcado para Abidjan, Costa do Marfim mas transferido para campo neutro devido a Crise na Costa do Marfim de 2010–2011.[8]

### Grupo I
| Equipe             | J | V | E | D | GM | GS | SG  | Pts |
| ------------------ | - | - | - | - | -- | -- | --- | --- |
| Gana               | 6 | 5 | 1 | 0 | 13 | 1  | +12 | 16  |
| Sudão              | 6 | 4 | 1 | 1 | 8  | 3  | +5  | 13  |
| República do Congo | 6 | 2 | 0 | 4 | 5  | 10 | −7  | 6   |
| Essuatíni          | 6 | 0 | 0 | 6 | 2  | 14 | −12 | 0   |

| 4 de setembro de 2010 | Sudão                         | 2 – 0     | Congo | Estádio de Cartum, Cartum |
| 22:30 UTC+3           | El Taieb 9' · Tahir 90' (pên) | Relatório |       |                           |

| 5 de setembro de 2010 | Essuatíni | 0 – 3     | Gana                              | Somhlolo National Stadium, Lobamba |
| 15:00 UTC+2           |           | Relatório | Ayew 13' · Tagoe 70' · Sarpei 81' |                                    |

| 10 de outubro de 2010 | Congo                              | 3 – 1     | Eswatini     | Stade de la Revolution, Brazzaville |
| 15:30 UTC+1           | Mouko 20' (pên) · Sembolo 34', 73' | Relatório | Christie 36' |                                     |

| 10 de outubro de 2010 | Gana | 0 – 0     | Sudão | Baba Yara Stadium, Kumasi |
| 17:00 UTC+0           |      | Relatório |       |                           |

| 27 de março de 2011 | Congo | 0 – 3     | Gana                                 | Stade de la Revolution, Brazzaville |
| 15:30 UTC+1         |       | Relatório | Tagoe 5' · Adiyiah 26' · Muntari 68' |                                     |

| 27 de março de 2011 | Sudão                     | 3 – 0     | Eswatini | Estádio de Merreikh, Ondurmã |
| 20:00 UTC+3         | Bisha 2', 63' · Tahir 90' | Relatório |          |                              |

| 3 de junho de 2011 | Gana                                       | 3 – 1     | Congo        | Baba Yara Stadium, Kumasi |
| 17:00 UTC+0        | Vorsah 62' · Tagoe 66' · Agyemang-Badu 78' | Relatório | N'Guessi 75' |                           |

| 5 de junho de 2011 | Essuatíni  | 1 – 2     | Sudão                  | Somhlolo National Stadium, Lobamba |
| 15:00 UTC+2        | Kunene 69' | Relatório | Galag 70' · Yousif 84' |                                    |

| 2 de setembro de 2011 | Gana                        | 2 – 0     | Eswatini | Ohene Djan Stadium, Accra |
| 18:00 UTC+0           | Gyan 9' · Agyemang-Badu 80' | Relatório |          |                           |

| 4 de setembro de 2011 | Congo | 0 – 1     | Sudão     | Stade de la Revolution, Brazzaville |
| 15:30 UTC+1           |       | Relatório | Bakri 77' |                                     |

| 8 de outubro de 2011 | Essuatíni | 0 – 1     | Congo     | Somhlolo National Stadium, Lobamba |
| 15:00 UTC+2          |           | Relatório | Nkolo 47' |                                    |

| 8 de outubro de 2011 | Sudão | 0 – 2     | Gana                       | Estádio de Cartum, Cartum |
| 16:00 UTC+3          |       | Relatório | Gyan 10' · John Mensah 22' |                           |

### Grupo J
| Equipe       | J | V | E | D | GM | GS | SG | Pts |
| ------------ | - | - | - | - | -- | -- | -- | --- |
| Angola       | 6 | 4 | 0 | 2 | 7  | 5  | +2 | 12  |
| Uganda       | 6 | 3 | 2 | 1 | 6  | 2  | +4 | 11  |
| Quênia       | 6 | 2 | 2 | 2 | 4  | 4  | 0  | 8   |
| Guiné-Bissau | 6 | 1 | 0 | 5 | 2  | 8  | −6 | 3   |

| 4 de setembro de 2010 | Uganda                                   | 3 – 0     | Angola | Mandela National Stadium, Kampala |
| 16:00 UTC+3           | Obua 35' · Mwesigwa 58' · Sserunkuma 88' | Relatório |        |                                   |

| 4 de setembro de 2010 | Guiné-Bissau | 1 – 0     | Quénia | Estadio 24 de Setembro, Bissau |
| 16:00 UTC+0           | Mendes 66'   | Relatório |        |                                |

| 9 de outubro de 2010 | Quénia | 0 – 0     | Uganda | Kasarani Stadium, Nairobi |
| 16:00 UTC+3          |        | Relatório |        |                           |

| 9 de outubro de 2010 | Angola             | 1 – 0     | Guiné-Bissau | Estádio 11 de Novembro, Luanda |
| 16:00 UTC+1          | Gilberto 22' (pen) | Relatório |              |                                |

| 26 de março de 2011 | Quénia                                     | 2 – 1     | Angola      | Kasarani Stadium, Nairobi |
| 16:00 UTC+3         | Jamal Mohammed 57' · McDonald Mariga 90+1' | Relatório | Manucho 19' |                           |

| 26 de março de 2011 | Guiné-Bissau | 0 – 1     | Uganda   | Estadio 24 de Setembro, Bissau |
| 16:30 UTC+0         |              | Relatório | Obua 22' |                                |

| 4 de junho de 2011 | Uganda                    | 2 – 0     | Guiné-Bissau | Mandela National Stadium, Kampala |
| 16:00 UTC+3        | Walusimbi 43' · Massa 62' | Relatório |              |                                   |

| 5 de junho de 2011 | Angola      | 1 – 0     | Quénia | Estádio 11 de Novembro, Luanda |
| 15:30 UTC+1        | Manucho 71' | Relatório |        |                                |

| 3 de setembro de 2011 | Quénia                  | 2 – 1     | Guiné-Bissau    | Kasarani Stadium, Nairobi |
| 16:00 UTC+3           | Baraza 58' · Oliech 90' | Relatório | de Carvalho 86' |                           |

| 4 de setembro de 2011 | Angola                   | 2 – 0     | Uganda | Estádio 11 de Novembro, Luanda |
| 16:00 UTC+1           | Manucho 57' · Flávio 70' | Relatório |        |                                |

| 8 de outubro de 2011 | Uganda | 0 – 0     | Quénia | Mandela National Stadium, Kampala |
| 17:00 UTC+3          |        | Relatório |        |                                   |

| 8 de outubro de 2011 | Guiné-Bissau | 0 – 2     | Angola                  | Estadio 24 de Setembro, Bissau |
| 14:00 UTC+0          |              | Relatório | Manucho 8' · Mateus 70' |                                |

### Grupo K
| Equipe   | J | V | E | D | GM | GS | SG  | Pts |
| -------- | - | - | - | - | -- | -- | --- | --- |
| Botswana | 8 | 5 | 2 | 1 | 7  | 3  | +4  | 17  |
| Tunísia  | 8 | 4 | 2 | 2 | 14 | 6  | +8  | 14  |
| Malawi   | 8 | 2 | 6 | 0 | 13 | 8  | +5  | 12  |
| Togo     | 8 | 1 | 3 | 4 | 6  | 10 | −4  | 6   |
| Chade    | 8 | 0 | 3 | 5 | 7  | 20 | −13 | 3   |

| 1 de julho de 2010 | Chade                  | 2 – 2     | Togo                     | Stade National, N'Djamena |
| 17:00 UTC+1        | Djime 20' · Mbaiam 28' | Relatório | Mani 25' · Aloenouvo 67' |                           |

| 1 de julho de 2010 | Tunísia | 0 – 1     | Botswana          | Stade El Menzah, Tunis |
| 19:15 UTC+1        |         | Relatório | Ramatlhakwane 31' |                        |

| 9 de julho de 2010 | Togo          | 1 – 1     | Malawi           | Stade de Kégué, Lomé |
| 11:00 UTC+0        | Aloenouvo 85' | Relatório | Mwakasungula 17' |                      |

| 9 de julho de 2010 | Botswana    | 1 – 0     | Chade | Botswana National Stadium, Gaborone |
| 15:00 UTC+2        | Mongala 50' | Relatório |       |                                     |

| 11 de agosto de 2010 | Chade         | 1 – 3     | Tunísia                                   | Stade National, N'Djamena |
| 15:00 UTC+1          | Ndouassel 75' | Relatório | Korbi 9' · Jemal 43' · Ben Khalfallah 81' |                           |

| 11 de agosto de 2010 | Malawi    | 1 – 1     | Botswana          | Kamuzu Stadium, Blantyre |
| 16:00 UTC+2          | Banda 74' | Relatório | Ramatlhakwane 63' |                          |

| 4 de setembro de 2010 | Botswana                        | 2 – 1     | Togo      | University of Botswana Stadium, Gaborone |
| 15:00 UTC+2           | Mogorosi 8' · Ramatlhakwane 56' | Relatório | Gakpé 49' |                                          |

| 4 de setembro de 2010 | Tunísia        | 2 – 2     | Malawi                     | Stade 7 November, Radès |
| 21:30 UTC+1           | Jemâa 11', 27' | Relatório | Msowoya 45' · Kanyenda 82' |                         |

| 9 de outubro de 2010 | Malawi                                                            | 6 – 2     | Chade                      | Kamuzu Stadium, Blantyre |
| 14:30 UTC+2          | Zakazaka 14' · Kanyenda 21', 56' · Msowoya 68', 72' · Ng'ambi 80' | Relatório | Mbaiam 27' · Ndouassel 76' |                          |

| 10 de outubro de 2010 | Togo     | 1 – 2     | Tunísia                  | Stade de Kégué, Lomé |
| 15:30 UTC+0           | Mani 40' | Relatório | Jemâa 38' · Chermiti 83' |                      |

| 17 de novembro de 2010 | Botswana          | 1 – 0     | Tunísia | University of Botswana Stadium, Gaborone |
| 16:00 UTC+2            | Ramatlhakwane 45' | Relatório |         |                                          |

| 17 de novembro de 2010 | Togo | 0 – 0     | Chade | Stade de Kégué, Lomé |
| 15:00 UTC+0            |      | Relatório |       |                      |

| 26 de março de 2011 | Malawi      | 1 – 0     | Togo | Kamuzu Stadium, Blantyre |
| 14:30 UTC+2         | Chavula 18' | Relatório |      |                          |

| 26 de março de 2011 | Chade | 0 – 1     | Botswana         | Stade National, N'Djamena |
| 16:00 UTC+1         |       | Relatório | Ramatlhkwane 50' |                           |

| 5 de junho de 2011 | Botswana | 0 – 0     | Malawi | University of Botswana Stadium, Gaborone |
| 15:00 UTC+2        |          | Relatório |        |                                          |

| 5 de junho de 2011 | Tunísia                                           | 5 – 0     | Chade | Stade Olympique de Sousse, Sousse |
| 18:00 UTC+1        | Jemâa 22', 44', 53' · Abdennour 35' · Darragi 47' | Relatório |       |                                   |

| 3 de setembro de 2011 | Malawi | 0 – 0     | Tunísia | Kamuzu Stadium, Blantyre |
| 14:30 UTC+2           |        | Relatório |         |                          |

| 4 de setembro de 2011 | Togo         | 1 – 0     | Botswana | Stade de Kégué, Lomé |
| 15:30 UTC+0           | Arimiyao 24' | Relatório |          |                      |

| 8 de outubro de 2011 | Chade                        | 2 – 2     | Malawi                     | Stade National, N'Djamena |
| 16:00 UTC+1          | Labbo 64' · Barthelemy 90+4' | Relatório | Ng'ambi 35' · Nyirenda 81' |                           |

| 8 de outubro de 2011 | Tunísia                   | 2 – 0     | Togo | Stade 7 November, Radès |
| 16:00 UTC+1          | Hicheri 19' · Khelifa 79' | Relatório |      |                         |

### Ranking dos segundos classificados
| Grp | Equipe                    | J | V | E | D | GM | GS | SG | Pts |
| --- | ------------------------- | - | - | - | - | -- | -- | -- | --- |
| C   | Líbia                     |   | 2 | 2 | 0 | 2  | 0  | +2 | 8   |
| I   | Sudão                     |   | 2 | 1 | 1 | 3  | 2  | +1 | 7   |
| A   | Cabo Verde                |   | 2 | 1 | 1 | 3  | 4  | –1 | 7   |
| B   | Nigéria                   |   | 1 | 2 | 1 | 8  | 5  | +3 | 5   |
| G   | África do Sul             |   | 1 | 2 | 1 | 3  | 2  | +1 | 5   |
| J   | Uganda                    |   | 1 | 2 | 1 | 3  | 2  | +1 | 5   |
| E   | Camarões                  |   | 1 | 2 | 1 | 4  | 4  | 0  | 5   |
| D   | República Centro-Africana |   | 1 | 2 | 1 | 2  | 2  | 0  | 5   |
| F   | Gâmbia                    |   | 1 | 1 | 2 | 5  | 6  | –1 | 4   |
| H   | Ruanda                    |   | 1 | 0 | 3 | 4  | 12 | –8 | 3   |

## Artilharia
327 gols marcados em 130 jogos (2,52 gols por jogo).
6 gols
| - Issam Jemâa |

5 gols
| - Jerome Ramatlhakwane | - Mamadou Niang |  |

4 gols
| - Manucho - Alain Traoré - Samuel Eto'o | - Didier Drogba - Cheick Diabaté - Papiss Cissé | - Moussa Sow - Knowledge Musona |

3 gols
| - Stéphane Sessègnon - Eric Choupo-Moting - Yves Diba Ilunga - Mulota Kabangu - Wilfried Bony | - Gervinho - Marwan Mohsen - Prince Tagoe - Essau Kanyenda | - Chiukepo Msowoya - Ikechukwu Uche - Christopher Katongo - Emmanuel Mayuka |

2 gols
| - Hassan Yebda - Séïdath Tchomogo - Aristide Bancé - Abdou Razack Traoré - Didier Kavumbagu - Faty Papy - Matthew Mbuta - Héldon Ramos - Charlie Dopékoulouyen - Hilaire Momi - Marius Mbaiam - Ezechiel Ndouassel - Francky Sembolo - Salomon Kalou - Didier Konan Ya | - Yaya Touré - Fikru-Teferra Lemessa - Oumed Oukri - Saladin Said - Emmanuel Agyemang-Badu - Asamoah Gyan - Bobo Baldé - Ismaël Bangoura - Oumar Kalabane - Patrick Wleh - Robert Ng'ambi - Jonathan Bru - Marouane Chamakh - Tangeni Shipahu - Ouwo Moussa Maazou | - Victor Obinna - Peter Utaka - Joseph Yobo - Mohamed Bangura - Katlego Mphela - Mohammed Bisha - Muhamed Tahir - Shaban Nditi - Mbwana Samata - Backer Aloenouvo - Sapol Mani - Fahid Ben Khalfallah - David Obua - James Chamanga |

1 gol
| - Hamer Bouazza - Adlène Guedioura - Foued Kadir - Flávio - Sebastião Gilberto - Mateus - Guy Akpagba - Razak Omotoyossi - Mickaël Poté - Joel Mogorosi - Phenyo Mongala - Wilfried Balima - Moumouni Dagano - Charles Kaboré - Jonathan Pitroipa - Dugary Ndabashinze - Selemani Ndikumana - Saidi Ntibazonkiza - Léonard Kweuke - Landry N'Guémo - Elvis Macedo Babanco - Odaïr Fortes - Ryan Mendes da Graça - Valdo - Fernando Varela - Vianney Mabidé - Karl Max Barthelemy - Leger Djime - Mahamat Labbo - Yousouf Mchangama - Abdoulaide Mzé Mbaba - Barel Mouko - Fabrice N'Guessi - Loris Nkolo - Dioko Kaluyituka - Déo Kanda - Lomana LuaLua - Zola Matumona - Emmanuel Eboué - Koffi Ndri Romaric - Kolo Touré - Mahmoud Fathalla - Mohamed Salah - Shimelis Bekele - Adane Girma - Momodou Ceesay - Mamadou Danso - Ousman Jallow - Omar Jawo - Sanna Nyassi | - Dominic Adiyiah - André Ayew - John Mensah - Sulley Muntari - Hans Sarpei - Isaac Vorsah - Mamadou Bah - Karamoko Cissé - Kévin Constant - Sadio Diallo - Ibrahima Traoré - Ibrahim Yattara - Kamil Zayatte - Basile de Carvalho - Dionísio - Mark Baraza - McDonald Mariga - Jamal Mohammed - Dennis Oliech - Francis Doe - Alsény Këïta - Sekou Oliseh - Theo Lewis Weeks - Dioh Williams - Ahmed Abdelkader - Rabee Allafi - Djamal Bindi - Ihaab Boussefi - Walid Elkhatroushi - Ahmed Sa'ad - Faed Arsène - Lalaina Nomenjanahary - Yvan Rajoarimanana - Jean José Razafimandimby - Davi Banda - Moses Chavula - Hellings Mwakasungula - Harry Nyirenda - Jimmy Zakazaka - Cédric Kanté - Abdou Traoré - Dramane Traoré - Mahamane Traoré - Oussama Assaidi - Mehdi Benatia - Mbark Boussoufa - Mounir El Hamdaoui - Youssouf Hadji - Adel Taarabt - Dário | - Domingues - Josemar Tiago Machaisse - Maninho - Wilko Risser - Kamilou Daouda - Alhassane Issoufou - Dankwa Koffi - Issa Modibo Sidibé - Michael Eneramo - Obafemi Martins - Kalu Uche - Labama Bokota - Eric Gasana - Jean-Claude Iranzi - Mere Kagere - Elias Uzamukunda - Demba Ba - Dame N'Doye - Moustapha Bangura - Teteh Bangura - Sheriff Suma - Andile Jali - Bernard Parker - Bakri Almadina - Mudathir El Tahir - Galag - Ala'a Eldin Yousif - Darren Christie - Manqoba Kunene - Kwa Sadala - Jerson Tegete - Kondo Arimiyao - Serge Gakpé - Aymen Abdennour - Amine Chermiti - Oussama Darragi - Walid Hicheri - Saber Khelifa - Khaled Korbi - Geofrey Massa - Andrew Mwesigwa - Geoffrey Sserunkuma - Godfrey Walusimbi - Rainford Kalaba - Collins Mbesuma - Fwayo Tembo - Khama Billiat - Ovidy Karuru - Willard Katsande |

1 gol contra
| - Miala Nkulukutu (jogando contra Camarões) - Ben Teekloh (jogando contra Mali) | - Joye Estazie (jogando contra Senegal) | - Richard Gariseb (jogando contra Burkina Faso) |